# Пэйн-Скотт, Руби
Руби Виолетта Пэйн-Скотт (англ. Ruby Violet Payne-Scott) (28 мая 1912, Графтон — 25 мая 1981, Мортдэйл) — австралийский радиофизик и радиоастроном. Была первой женщиной-радиоастрономом.

## Ранние годы
Руби Пэйн-Скотт родилась 28 мая 1912 года в Графтоне, Новый Южный Уэльс, Австралия в семье Сирила и Эми Пэйн-Скотт.
Позже переехала в Сидней жить с тётей. Посещала государственную начальную школу в Пенрите (Penrith Public Primary School) с 1921 по 1924 год.
Посещала «Кливленд-стрит» женскую высшую школу в Сиднее с 1925 по 1926 год.
Закончила вторую ступень обучения в англ. Sydney Girls High School.
Её сертификат об окончании включал отличные оценки в математике и ботанике.
Заслужила две стипендии для получения высшего образования в Сиднейском университете, где обучалась физике, химии, математике и ботанике.
Получила степень бакалавра наук в физике в 1933 году, магистра наук по физике в 1936 году и диплом учителя в 1938 году.

## Карьера
Считается, одним из выдающихся австралийских физиков и одним из первых учёных, сделавших вклад в радиоастрономию. Своим присутствием в науке ответственная за появление фундаментального лексикона радиоастрономии как научного направления.
В 1936 году совместно с Вильямом Х. Ловэ (William H. Love) провела исследования в Лаборатории исследований рака Университета Сиднея, в ходе которых, установила, что магнетизм Земли не имеет, либо оно очень мало, влияния на жизненные процессы на Земле.
Исследования осуществлялись с помощью выращивания куриных эмбрионов, подвергавшихся действию магнитных полей, превосходящих земные показатели в 5000 раз. В ходе эксперимента у эмбрионов не наблюдались каки-либо различия.